# Erg (jednostka)
Erg (od gr. ergon – praca) – jednostka pracy i energii, jednostka pochodna w układzie miar CGS.
1 erg = 1 dyna · 1 cm = 1 g · 1 cm2 / 1 s2
W układzie SI analogiczną jednostką jest dżul, przy czym:
1 erg = 10−7 J
Erg jest pracą, jaką wykonuje siła jednej dyny, przesuwając ciało o 1 cm zgodnie z kierunkiem swojego działania.